# كيفهويزربوند

شعار كيفهويزربوند حوالي عام 1934

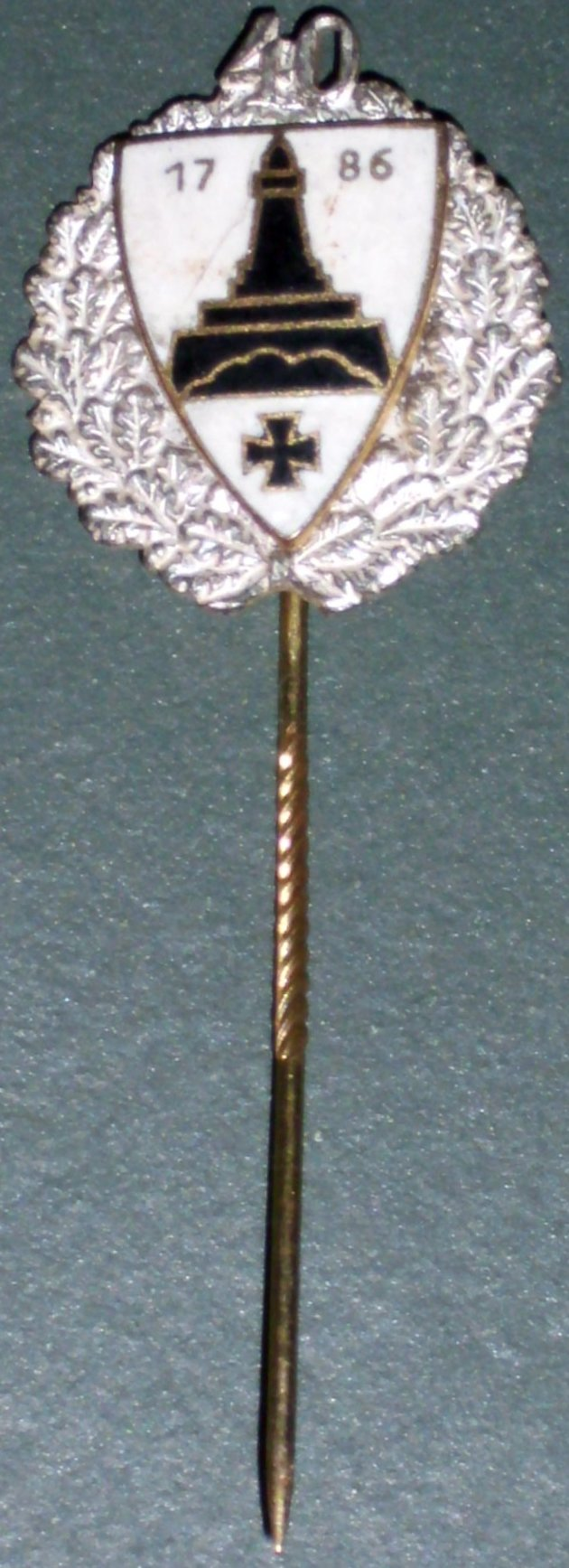

كيفهويزربوند (بالإنجليزية: Kyffhäuser League) هي منظمة جامعة لرابطات قدامى المحاربين وأفراد الاحتياط في ألمانيا ومقرها في Rüdesheim am Rhein. يرجع الفضل في تسمية النصب التذكاري لKyffhäuser (بالألمانية: Kyffhäuserdenkmal)، وهو نصب تذكاري تم بناؤه على قمة جبل البالغ ارتفاعه 473 مترًا بالقرب من باد فرانكنهاوزن في ولاية تورينغن بوسط ألمانيا. تأسست جمعيات المحاربين الألمان في عام 1900. تم حل الاتحاد في عام 1943 وتم نقل أصولها إلى الحزب النازي، بقيت الجمعيات المحلية فقط، لكنها كانت تابعة لهياكل الحزب المحلية. شكلوا الأساس لوحدات فولكسشتورم في نهاية الحرب العالمية الثانية. ثم تم حظر الاتحاد من قبل مجلس مراقبة الحلفاء بعد عام 1945 وأعيد تأسيسه فقط في عام 1952 ليركز بشكل أساسي على رعاية ودعم المشاركين في الحرب العالمية ومعاليهم الذين بقوا على قيد الحياة. ضمت الرابطة حوالي 3 ملايين عضو.

## أعضاءكيفهويزربوندالبارزين
- لودفيج بيرجستراسر
- FK أوتو ديبيليوس
- مارتن ديبيليوس
- يوهانس ديكمان
- هيرمان ايلرز
- فرديناند فريدنسبرج
- هانز فريتش
- هاينريش جورج
- هيلموت فون جيرلاخ
- ليو جير فون شفاينبرج
- هيلموت هاس
- ريتشارد هاينز
- رودولف هاينز
- أوتو هوتشز
- هوبرتوس ، أمير لوفينشتاين-فيرتهايم-فرويدنبرغ
- غيرهارد كيتيل
- ويرنر كولاث
- فيلهلم كوب
- هانفريد لينز
- ماكس مورينبريشر
- يواكيم مورجوفسكي
- لودفيج مولر
- فريدريش ناومان
- كارل إرنست أوست هاوس
- أوتو بلتزر
- كورت شارف
- غوستاف أدولف شيل
- بيرسي إرنست شرام
- رودي ستيفان
- أوتمار فريهر فون فيرشوير
- ارنست وال
- كونو فون ويستارب